# Haplospiza
Haplospiza is een geslacht van vogels uit de familie Thraupidae (tangaren). Het geslacht telt 2 soorten, die in Centraal en Zuid-Amerika voorkomen. Ze leven vaak tussen de bamboe.

## Soorten
- Haplospiza rustica  – Leikleurige musgors
- Haplospiza unicolor  – Grijze musgors